# Byskovskolen
Byskovskolen er navnet for den i 2012 sammenlagte folkeskole-skole i Ringsted Kommune bestående af de forhenværende Benløse Skole og Asgårdsskolen.
Skolen er fordelt på de to adresser for de forhenværende skoler, som blot er adskilt af idrætsarealer.